# Cantharellus conspicuus
Cantharellus conspicuus är en svampart som beskrevs av Eyssart., Buyck & Verbeken 2002. Cantharellus conspicuus ingår i släktet Cantharellus och familjen kantareller.   Inga underarter finns listade i Catalogue of Life.